# Morti nel 1991/Marzo
| Questa pagina contiene informazioni ricavate automaticamente dalle voci biografiche con l'ausilio del template Bio e di un bot. L'aggiornamento è periodico e automatico e ricostruisce completamente la pagina. Se manca una persona in questa lista, sei pregato di non aggiungerla, ma accertati piuttosto che la sua voce biografica contenga il template Bio e che i dati anagrafici siano correttamente compilati. Se il template Bio manca, inseriscilo tu stesso o, in alternativa, metti l'avviso {{tmp\|Bio}} che ne segnala la mancanza. Se i dati riportati sono sbagliati, correggi direttamente la voce biografica; le modifiche saranno visibili in questa lista entro pochi giorni. Per chiarimenti vedi il progetto biografie. La lista contiene solo le 101 persone che sono citate nell'enciclopedia e per le quali è stato implementato correttamente il template Bio. Pagina aggiornata al 3 mar 2024. |

- 1º marzo - Edwin Land, inventore e imprenditore statunitense (n. 1909)
- 2 marzo - Serge Gainsbourg, cantautore, attore e regista francese (n. 1928)
- 2 marzo - Josef Stalder, ginnasta svizzero (n. 1919)
- 3 marzo - Mykola Bahlej, cestista sovietico (n. 1937)
- 3 marzo - Vance Colvig, attore, compositore e doppiatore statunitense (n. 1918)
- 3 marzo - Antoine Tassy, allenatore di calcio e calciatore haitiano (n. 1924)
- 4 marzo - Eberhard Trumler, zoologo e etologo austriaco (n. 1923)
- 6 marzo - Mario Della Grisa, calciatore italiano (n. 1905)
- 6 marzo - Mario Iovine, mafioso italiano (n. 1938)
- 6 marzo - Joseph Lockwood, imprenditore e produttore discografico britannico (n. 1904)
- 6 marzo - Horace Winchell Magoun, fisiologo statunitense (n. 1907)
- 6 marzo - Salvo Randone, attore italiano (n. 1906)
- 7 marzo - Cool Papa Bell, giocatore di baseball statunitense (n. 1903)
- 7 marzo - Bruno Venturini, calciatore italiano (n. 1911)
- 8 marzo - Maria Eisner, fotografa statunitense (n. 1909)
- 8 marzo - Pasquale Maulini, politico e partigiano italiano (n. 1925)
- 8 marzo - Edward Stierle, ballerino e coreografo statunitense (n. 1968)
- 9 marzo - Tomojirō Ikenouchi, insegnante e compositore giapponese (n. 1906)
- 9 marzo - Ely do Amparo, calciatore brasiliano (n. 1921)
- 10 marzo - Fumio Itō, pilota motociclistico giapponese (n. 1939)
- 10 marzo - Etheridge Knight, poeta statunitense (n. 1931)
- 11 marzo - Gastone Breddo, pittore italiano (n. 1915)
- 11 marzo - Eric Brochon, pallanuotista svizzero (n. 1905)
- 11 marzo - Gioacchino Dolci, disegnatore, antifascista e imprenditore italiano (n. 1904)
- 12 marzo - José Maria Antunes, allenatore di calcio e calciatore portoghese (n. 1913)
- 12 marzo - LeRoy Collins, politico e avvocato statunitense (n. 1909)
- 12 marzo - Bruno Confortola, sciatore alpino italiano (n. 1953)
- 12 marzo - Étienne Decroux, attore teatrale e mimo francese (n. 1898)
- 12 marzo - William Heinesen, scrittore, poeta e pittore faroese (n. 1900)
- 12 marzo - Luigi Longanesi Cattani, militare italiano (n. 1908)
- 12 marzo - Nicola Rossi-Lemeni, basso italiano (n. 1920)
- 13 marzo - Josef Manger, sollevatore tedesco (n. 1913)
- 13 marzo - Max Poll, ittiologo belga (n. 1908)
- 13 marzo - Gaetano Pollio, arcivescovo cattolico e missionario italiano (n. 1911)
- 14 marzo - Howard Ashman, paroliere, librettista e regista teatrale statunitense (n. 1950)
- 14 marzo - Carmelio Conz, antifascista e partigiano italiano (n. 1917)
- 14 marzo - Doc Pomus, cantante e cantautore statunitense (n. 1925)
- 14 marzo - Margery Sharp, scrittrice inglese (n. 1905)
- 15 marzo - Miodrag Bulatović, romanziere e drammaturgo serbo (n. 1930)
- 15 marzo - Robert Busnel, cestista, allenatore di pallacanestro e dirigente sportivo francese (n. 1914)
- 15 marzo - Celestino Camilla, ciclista su strada italiano (n. 1917)
- 15 marzo - Bud Freeman, sassofonista, compositore e direttore d'orchestra statunitense (n. 1906)
- 15 marzo - Robert Hill, biochimico britannico (n. 1899)
- 15 marzo - George Sherman, regista statunitense (n. 1908)
- 16 marzo - Carlo Belli, giornalista, scrittore e critico d'arte italiano (n. 1903)
- 16 marzo - James Darcy Freeman, cardinale e arcivescovo cattolico australiano (n. 1907)
- 16 marzo - Trude Herr, attrice, cantante e direttrice teatrale tedesca (n. 1927)
- 16 marzo - Walter Georg Kühne, paleontologo tedesco (n. 1911)
- 16 marzo - Santa Scorese,  italiana (n. 1968)
- 17 marzo - Carl Aarvold, giudice, avvocato e dirigente sportivo britannico (n. 1907)
- 17 marzo - Enrico Camici, fantino italiano (n. 1912)
- 17 marzo - Carlo Donat-Cattin, sindacalista e politico italiano (n. 1919)
- 18 marzo - Aladár Bitskey, nuotatore ungherese (n. 1905)
- 18 marzo - Vilma Bánky, attrice ungherese (n. 1901)
- 18 marzo - Rodolfo Debenedetti, ingegnere e imprenditore italiano (n. 1892)
- 18 marzo - Dezider Kardoš, compositore slovacco (n. 1914)
- 18 marzo - Silvio Omizzolo, pianista e compositore italiano (n. 1905)
- 18 marzo - Robert Traver, scrittore statunitense (n. 1903)
- 19 marzo - Mario Boneschi, avvocato e giurista italiano (n. 1907)
- 19 marzo - Godfred Bysheim, calciatore norvegese (n. 1910)
- 19 marzo - Bruno Kessler, politico italiano (n. 1924)
- 19 marzo - Carina Massone Negrone, aviatrice italiana (n. 1911)
- 19 marzo - Fred Pittino, pittore italiano (n. 1906)
- 19 marzo - Alide Maria Salvetta, soprano italiano (n. 1941)
- 19 marzo - Fulvio Setti, militare, aviatore e ostacolista italiano (n. 1914)
- 20 marzo - Dimitrie Onofrei, tenore rumeno (n. 1897)
- 21 marzo - Leo Fender, liutaio e imprenditore statunitense (n. 1909)
- 22 marzo - Gloria Holden, attrice statunitense (n. 1903)
- 22 marzo - Adrie Lasterie, nuotatrice olandese (n. 1943)
- 22 marzo - Alberico Motolese, politico italiano (n. 1902)
- 22 marzo - Antonio Natali, politico italiano (n. 1921)
- 23 marzo - Elisaveta Bagrjana, poetessa bulgara (n. 1893)
- 23 marzo - Susumu Fujita, attore giapponese (n. 1912)
- 23 marzo - Innozenz Stangl, ginnasta tedesco (n. 1911)
- 23 marzo - Felice Tantardini, religioso italiano (n. 1898)
- 23 marzo - Lars-Erik Wolfbrandt, velocista e mezzofondista svedese (n. 1928)
- 24 marzo - Gaetano Di Maio, commediografo e poeta italiano (n. 1927)
- 24 marzo - John Kerr, avvocato e politico australiano (n. 1914)
- 25 marzo - Robert Duis, cestista tedesco (n. 1913)
- 25 marzo - Riccardo Fellini, attore e regista italiano (n. 1921)
- 25 marzo - Marcel Lefebvre, arcivescovo cattolico francese (n. 1905)
- 25 marzo - Wolfgang Müller-Wiener, storico dell'architettura e archeologo tedesco (n. 1923)
- 25 marzo - Mauro Spagnoletti, educatore, storico e giornalista italiano (n. 1922)
- 25 marzo - Ernesto Vercesi, politico italiano (n. 1920)
- 26 marzo - Karel Burkert, calciatore cecoslovacco (n. 1909)
- 26 marzo - Giovanni De Simone, ceramista italiano (n. 1930)
- 26 marzo - Herbert Dörner, calciatore tedesco (n. 1930)
- 26 marzo - Henri Lhote, archeologo francese (n. 1903)
- 27 marzo - Alfredo Campoli, violinista inglese (n. 1906)
- 27 marzo - Heinrich Gerlach, scrittore tedesco (n. 1908)
- 27 marzo - Aldo Ray, attore statunitense (n. 1926)
- 27 marzo - Igor' Rëmin, calciatore sovietico (n. 1940)
- 28 marzo - Rodolfo Bonetto, designer italiano (n. 1929)
- 28 marzo - Ettore De Michele, dirigente sportivo, arbitro di calcio e calciatore italiano (n. 1890)
- 28 marzo - Livia De Stefani, scrittrice italiana (n. 1913)
- 28 marzo - Carlos Montalbán, attore messicano (n. 1903)
- 29 marzo - Guy Bourdin, fotografo francese (n. 1928)
- 29 marzo - Hans Stark, militare tedesco (n. 1921)
- 30 marzo - Andrée Brunet, pattinatrice artistica su ghiaccio francese (n. 1901)
- 30 marzo - Enzo Guarini, cantautore, attore e conduttore televisivo italiano (n. 1932)
- 31 marzo - John Carter, musicista e compositore statunitense (n. 1929)